# Аристакес Ластивертци
Аристаке́с Ластивертци́ (арм. Արիստակես Լաստիվերտցի, до 1022 — между 1072—1087 гг.) — один из крупнейших армянских историков XI века. О нём известно только, что он родом из местечка Ластиверт (к северу от современного Эрзурума).

## «Повествование о бедствиях армянского народа»

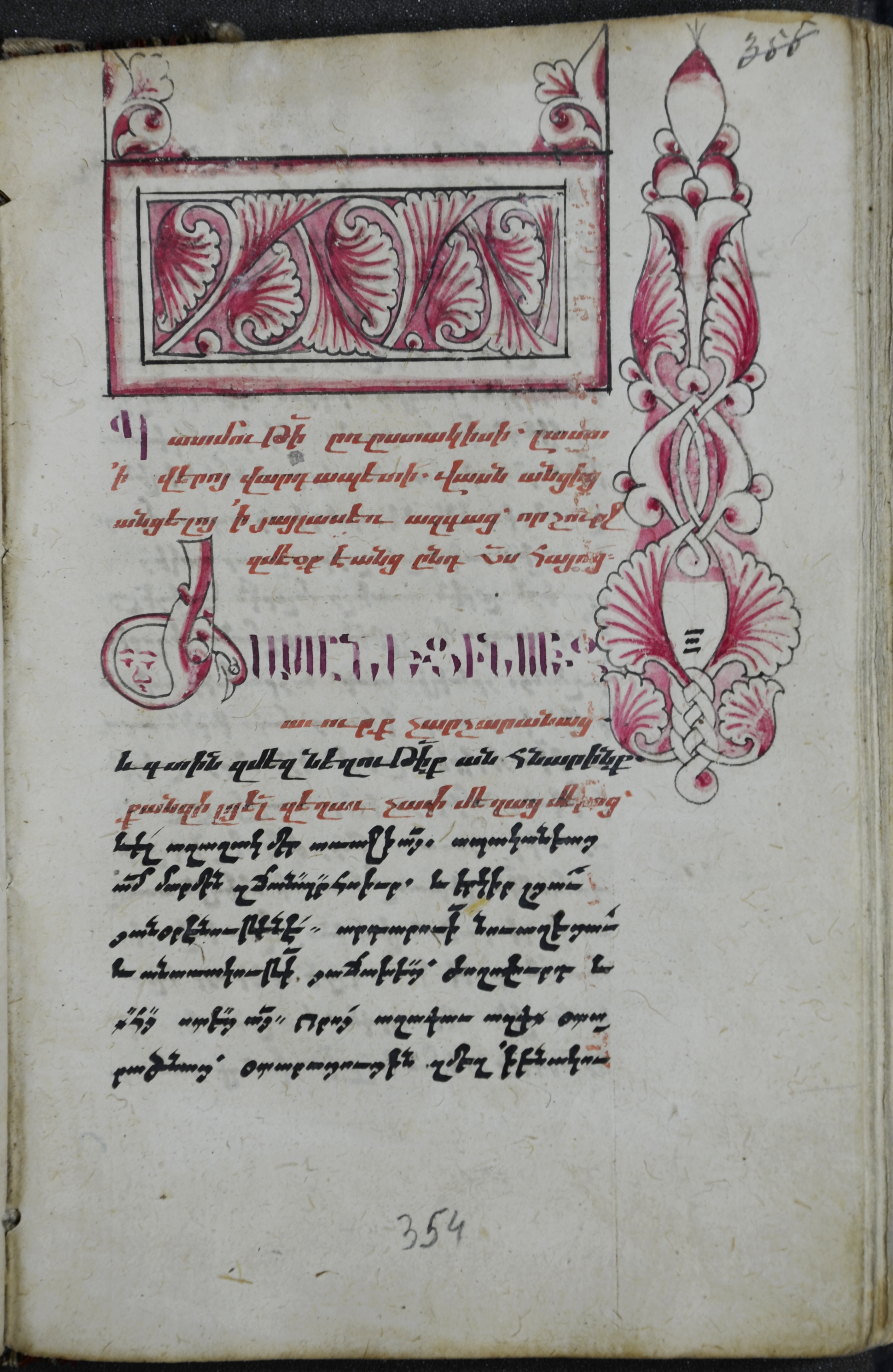
Рукопись «Истории» Аристакеса Ластивертци, 1658—1663 годы

Одной из основных работ Аристакеса Ластивертци является «Повествование о бедствиях армянского народа», состоящее из 25 глав. Повесть начинается с прибытия византийского императора Василия II Болгаробойца в Закавказье в 1000 году. В конце повести описана битва при Манцикерте 1071 года, когда сельджуки пленили византийского императора Романа IV Диогена. Все события в его повести датируются в хронологической последовательности. Каждая из 26 глав представляет законченный очерк, посвящённый какому-нибудь историческому событию. Часто Аристакес Ластивертци был современником и очевидцем описываемых им событий, например, византийских завоеваний грузинского княжества Тао(1000 год), армянских княжеств Васпуракан (1021 год), Ширак (1045 год), Вананд (1065 год), вторжения турок-сельджуков из Средней Азии в Армению и борьбы армян и византийцев против них. Автор был свидетелем распространения еретического движения тондракитов. Большая часть труда Аристакеса Ластивертци посвящена Византии, о жизни которой автор имел широкие сведения. Отдельные главы рассказывают о правлении византийский императоров XI столетия Константина VIII, Романа III Аргира, Михаила IV Пафлагонского, Константина IX Мономаха, Исаака I Комнина, Романа IV Диогена. В XXII—XIII главах рассматривается идеология тондракитов и борьба византийского правительства с ними. «Повествование о бедствиях армянского народа» является важнейшим источником по истории Армении и Византии XI века.
Древнейшая сохранившаяся полноценная рукопись «Повествования» Ластивертци относится к XIII веку.

## Образ в художественной литературе
Летописец Аристакэс Ластивертци - патриотически настроенный   персонаж исторического романа армянского писателя Андраника Овсепяна (1914 - 1968)  "Ваграм Пахлавуни", посвятивший себя служению высшим интересам Армении и армянского народа. 